# Шауенбург
Шауенбург (њем. Schauenburg) општина је у њемачкој савезној држави Хесен. Једно је од 29 општинских средишта округа Касел. Према процјени из 2010. у општини је живјело 10.312 становника. Посједује регионалну шифру (AGS) 6633023.

## Географски и демографски подаци
Шауенбург се налази у савезној држави Хесен у округу Касел. Општина се налази на надморској висини од 270–615 метара. Површина општине износи 30,9 km². У самом мјесту је, према процјени из 2010. године, живјело 10.312 становника. Просјечна густина становништва износи 334 становника/km².

## Међународна сарадња
| Мјесто | Држава | Врста сарадње | Од    |
| ------ | ------ | ------------- | ----- |
| Семили | Чешка  | партнерство   | 1997. |
| Извор  |        |               |       |